# Shirley Robertson
Shirley Ann Robertson, född den 15 juli 1968 i Dundee i Storbritannien, är en brittisk seglare.
Hon tog OS-guld i yngling i samband med de olympiska seglingstävlingarna 2004 i Aten.